# Alexander Nikolajewitsch Bachtin
Alexander Nikolajewitsch Bachtin (russisch Александр Николаевич Бахтин; * 14. Dezemberjul. / 26. Dezember 1885greg. in Nowgorod, Gouvernement Nowgorod, Russisches Kaiserreich; † 23. März 1963 in Moskau, Russische Sowjetrepublik, Sowjetunion) war ein sowjetisch-russischer Generalleutnant.

## Leben
Alexander Nikolajewitsch Bachtin wurde in Nowgorod geboren und entstammte dem russischen Adelsgeschlecht Bachtin. Der seit 1904 in der Kaiserlich Russischen Armee dienende Bachtin wurde 1906 zum Podporutschik befördert und war vor Beginn des Ersten Weltkriegs zum Stabskapitän aufgestiegen. Im Ersten Weltkrieg diente er in der 1. Finnischen Schützendivision.
Am 27. August 1918 trat Bachtin in die Rote Armee ein und nahm mit der 4. und 7. Schützendivision am Russischen Bürgerkrieg teil. Im Polnisch-Sowjetischen Krieg hatte er ab 1920 verschiedene Kommandoposten inne. 1922 wurde er für seinen Einsatz im Bürgerkrieg mit dem Rotbannerorden ausgezeichnet.
Ab 1937 unterrichtete er an der Militärakademie des Generalstabes der Streitkräfte der UdSSR, die er 1938 auch selbst absolvierte.
Während des Großen Vaterländischen Krieges wurde er im Februar 1942 an die Militär-Historische Abteilung des Generalstabes abkommandiert. Im Mai 1944 wurde er an die 3. Ukrainische Front versetzt, wo er zunächst als Stellvertreter des Kommandeurs der 5. Stoßarmee und anschließend als Stellvertreter des Kommandeurs der 46. Armee fungierte. In der Operation Jassy-Kischinew kommandierte er eine amphibische Gruppe, die u. a. aus zwei Marineinfanterie-Brigaden bestand. Für diese Operation wurde Bachtin am 3. September 1944 mit dem Kutusoworden II. Klasse ausgezeichnet. Mit der 46. Armee nahm er an der Wiener Operation, an der Prager Operation und an der Schlacht um Budapest teil. Im Februar 1947 wurde er aus dem aktiven Dienst in den Ruhestand entlassen. Er starb 1963 und wurde auf dem Nowodewitschi-Friedhof in Moskau beigesetzt.

## Auszeichnungen
Beförderungen
Kaiserlich Russische Armee
- 1. März 1906: Podporutschik
- 24. März 1910: Porutschik
- 14. Juni 1911: Stabskapitän
- April 1917: Oberstleutnant
- Juli 1917: Oberst

Rote Armee
- 21. November 1935: KomDiw
- 4. Juni 1940: Generalleutnant

Russisches Kaiserreich
- Russischer Orden des Heiligen Georg (1917)
- Orden des Heiligen Wladimir IV. Klasse (1915)
- 3 × Russischer Orden der Heiligen Anna (1916: II. Klasse; 1915: III. Klasse; 1914: IV. Klasse)
- 2 × Sankt-Stanislaus-Orden (1916: II. Klasse; 1913: III. Klasse)

Sowjetunion
- Leninorden (1945)
- 2 × Rotbannerorden (1922, 1944)
- Kutusoworden II. Klasse (1944)
- Bogdan-Chmelnizki-Orden II. Klasse (1945)
- Orden des Vaterländischen Krieges I. Klasse
- Jubiläumsmedaille „XX Jahre Rote Arbeiter-und-Bauern-Armee“ (1938)
- Medaille „Sieg über Deutschland“
- Medaille „Für die Einnahme Budapests“
- Medaille „Für die Einnahme Wiens“
- Medaille „Für die Befreiung Prags“